# Gerstengrund
Gerstengrund település Németországban, azon belül Türingiában. Lakosainak száma 67 fő (2023. december 31.). Gerstengrund Geisa és Dermbach községekkel határos.

## Népesség
A település népességének változása:
| Lakosok száma | 67   | 66   | 65   | 67   | 67   |
|               | 2017 | 2019 | 2021 | 2022 | 2023 |